# LE-164
La carretera provincial LE-164 es una vía de la "Red complementaria preferente de Castilla y León" de titularidad autonómica, que discurre por la provincia de León y une las localidades de Puente de Domingo Flórez y La Baña discurriendo por la comarca tradicional de La Cabrera. Constituye la principal forma de comunicación de la comarca con el resto de El Bierzo y la Maragatería, esta a través de la confluencia con la LE-191/19 cerca de Llamas de Cabrera, o con la LE-126, en La Baña.

## Recorrido
Parte del km 30,7 de la N-536 en Puente de Domingo Flórez en dirección este y pasa por Vega de Yeres, Castroquilame, Pombriego, Santalavilla, Sigüeya, Lomba, Silván para llegar finalmente a las afueras de La Baña, a la altura del km 56 de la LE-126